# Araneus linzhiensis
Araneus linzhiensis là một loài nhện trong họ Araneidae.
Loài này thuộc chi Araneus. Araneus linzhiensis được Hsen Hsu Hu miêu tả năm 2001.